# Villa de Arico
Villa de Arico es una de las entidades de población que conforman el municipio de Arico, en la provincia de Santa Cruz de Tenerife —Canarias, España—, siendo su capital administrativa.
El casco urbano se encuentra protegido como Bien de Interés Cultural con categoría de Conjunto Histórico desde 2005.

## Toponimia
Originalmente denominado Lomo de Arico, fue renombrado como Villa de Arico tras la concesión del título de villa por el rey Alfonso XIII en 1916.
El término Arico procede del español 'aricar', que tiene el sentido de «arar muy superficialmente», y está vinculado a su pasado agrícola, aunque otros autores lo consideran un término de procedencia guanche.

## Geografía
Se sitúa aproximadamente en el centro del municipio, localizándose el casco urbano a una altitud media de unos 550 m s. n. m.
Como capital administrativa del municipio, aquí se ubican el ayuntamiento, diversas oficinas administrativas y la comisaría de la policía local, así como el cementerio municipal, la iglesia parroquial de san Juan bautista, el CEIP Villa de Arico, una biblioteca pública, un consultorio médico, oficina de Correos, polideportivo, farmacia, entidades bancarias, pequeños comercios, bares y restaurantes.
Cuenta con parte de su superficie incluida en el parque natural de la Corona Forestal, hallándose además íntegramente en su territorio el monumento natural de Montaña Centinela.

## Historia
El lugar de Lomo de Arico fue fundado por el capitán Juan González Gómez hacia finales del siglo xvi, consolidándose el núcleo tras la construcción de una ermita dedicada a san Juan bautista en 1603.

## Demografía
| Año        | 2000 | 2005 | 2010 | 2015 | 2020 |
| ---------- | ---- | ---- | ---- | ---- | ---- |
| Habitantes | 569  | 620  | 644  | 589  | 633  |

## Comunicaciones
Se accede a la localidad a través de la carretera general del Sur TF-28 y de las carreteras TF-627 y TF-629, procedentes de Porís de Abona y de la autopista del Sur respectivamente.

### Transporte público
Villa de Arico cuenta con una parada de taxis en la carretera general del Sur en su intersección con la calle de El Carmen.
En autobús —guagua— queda conectado mediante las siguientes líneas de TITSA:
| Línea | Trayecto                                              | Recorrido     |
| ----- | ----------------------------------------------------- | ------------- |
| 034   | El Tablado - Granadilla de Abona (por Fasnia y Arico) | Horario/Línea |
| 035   | Güímar - Granadilla de Abona (por Fasnia y Arico)     | Horario/Línea |
| 036   | Güímar - Granadilla de Abona (por TF-1 y Los Roques)  | Horario/Línea |
| 039   | Güímar - Granadilla de Abona (por TF-1 y El Tablado)  | Horario/Línea |
| 430   | Granadilla - San Isidro - Villa de Arico - El Porís   | Horario/Línea |

### Caminos
Desde la localidad parten diferentes rutas de senderos homologados en la Red de Senderos de Tenerife:
- PR-TF 86 Villa de Arico - Cumbre de Arico
- PR-TF 86.1 Ortiz – La Puente (zona de escalada)
- PR-TF 86.2 Arico Nuevo – Área recreativa El Contador

## Lugares de interés
- Iglesia parroquial de san Juan bautista
- Zona recreativa El Contador

## Galería

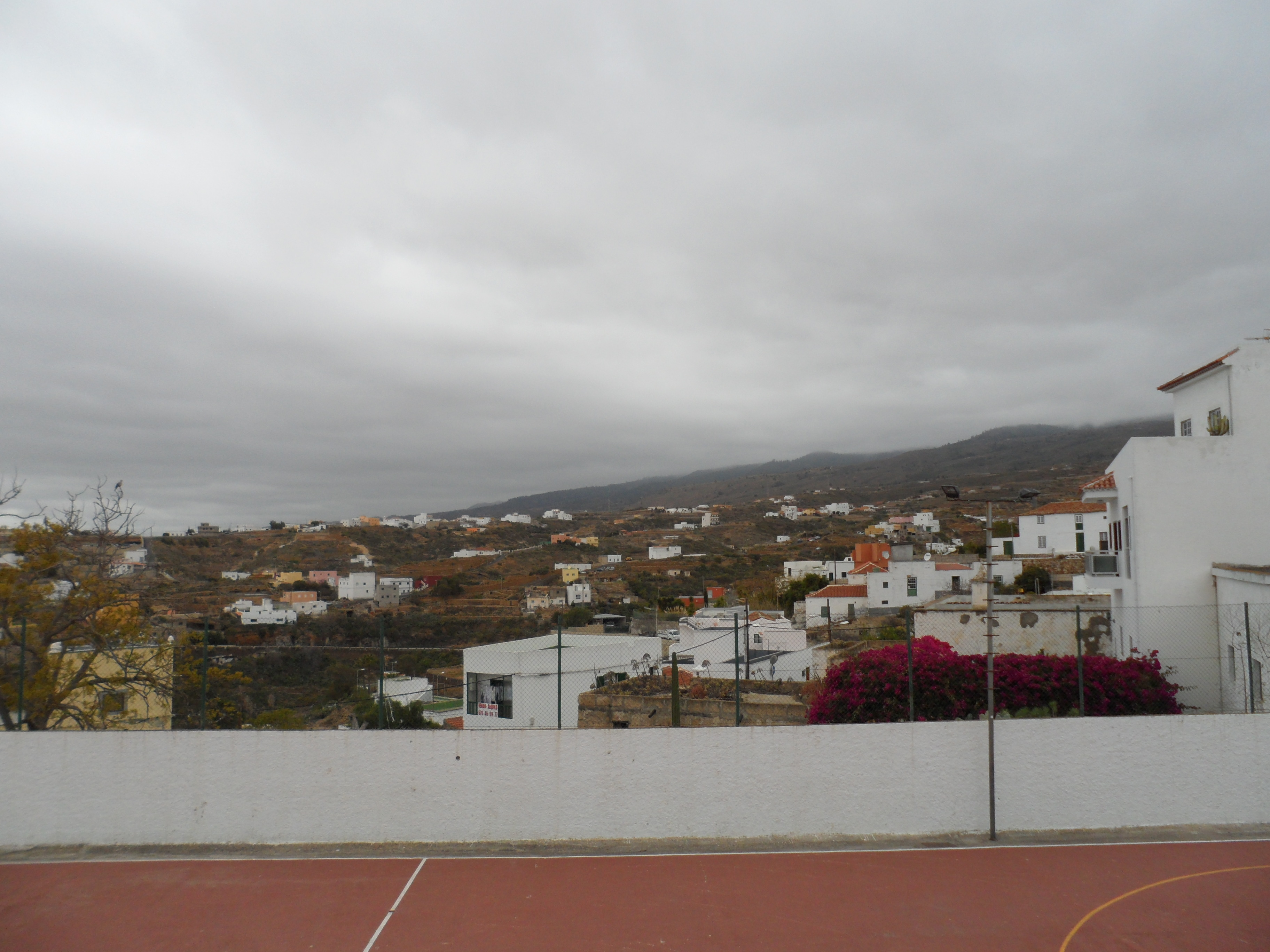
Villa de Arico.
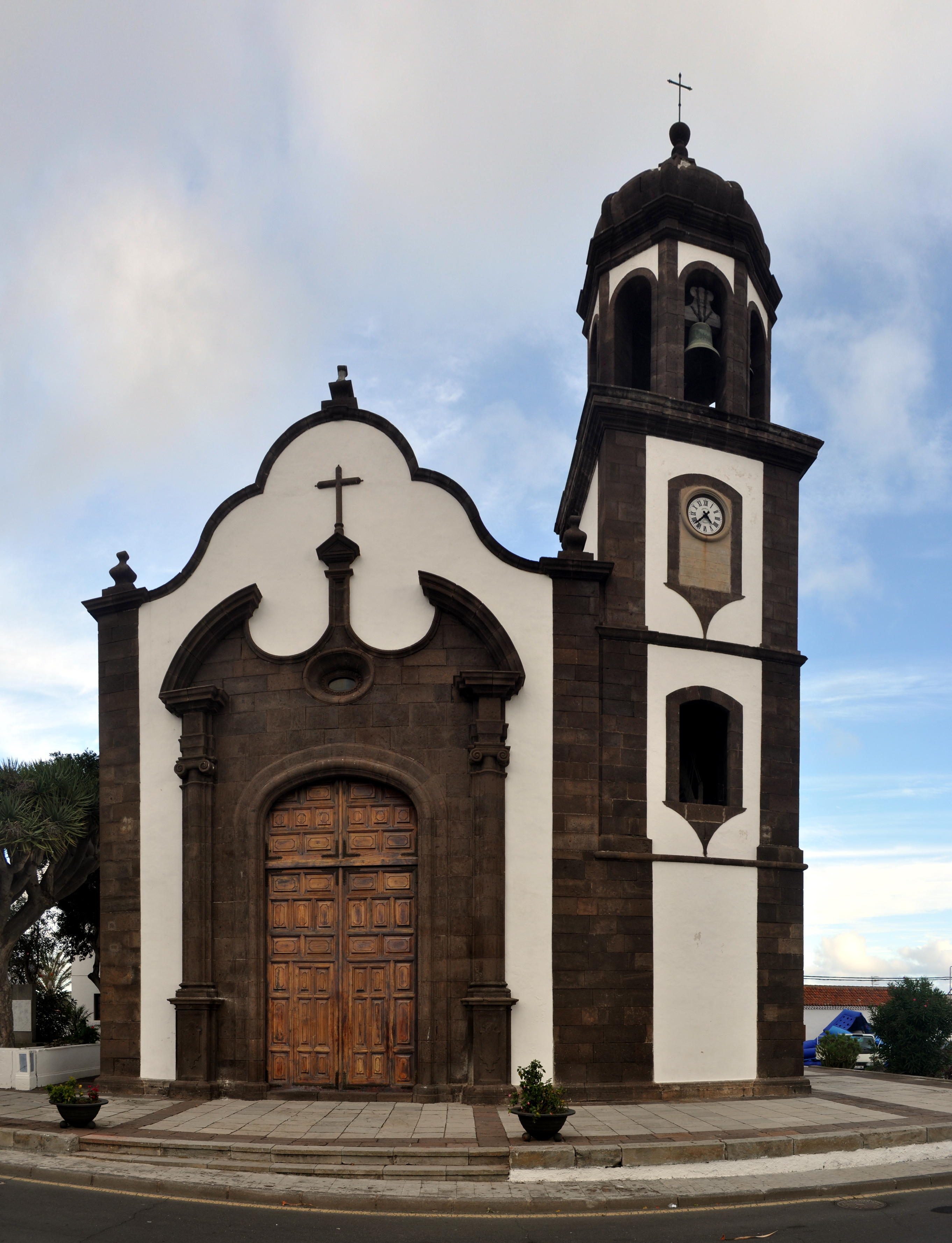
Iglesia de san Juan bautista.